# Tisbe ensifer
Tisbe ensifer är en kräftdjursart som beskrevs av Fischer 1860. Tisbe ensifer ingår i släktet Tisbe och familjen Tisbidae. Arten är reproducerande i Sverige. Inga underarter finns listade i Catalogue of Life.